# Victor Bay
Victor Bay, także Wiktor Bay (ur. 25 lutego 1896 w Łodzi, zm. 12 października 1988 w Los Angeles) – polsko-amerykański skrzypek, dyrygent i kompozytor, akompaniator m.in. Franka Sinatry, Elli Fitzgerald, Nata Kinga Cole’a.

## Życiorys
Ukończył naukę w Konserwatorium Petersburskim (1918) pod kierunkiem Pawła Kochańskiego w zakresie gry na skrzypcach i Aleksandra Glazunowa w zakresie kompozycji. Jako muzyk debiutował w Nowogrodzie, w Związku Radzieckim. W 1922 wyjechał z Berlina do Stanów Zjednoczonych, gdzie zamieszkał w Pensylwanii. W latach 1922–1923 był skrzypkiem orkiestry filadelfijskiej. W latach 1934–1946 był dyrygentem orkiestry CBS w Nowym Jorku. W międzyczasie był dyrygententem orkiestry symfonicznej w Cleveland (1936), a także pracował jako dyrygent, kompozytor i aranżer muzyki do filmów w Hollywood. W latach 1965–1981 był dyrygentem Santa Monica Symphony.
Był akompaniatorem skrzypcowym m.in. Binga Crosby’ego, Franka Sinatry, Elli Fitzgerald, Nata Kinga Cole’a, Sammy’ego Davisa Juniora i Rosemary Clooney.
Wyróżniony został przez Amerykańskie Stowarzyszenie Kompozytorów, Autorów i Wydawców oraz otrzymał złoty medal i odznakę od miasta Santa Monica za „wyjątkową zabawę zapewnioną mieszkańcom Santa Monica”.

### Życie prywatne
Był synem kantora Salomona Baya (1865–1940) i Friedy z domu Corenzwit (1870–1942), bratem pianisty Emanuela Baya (1891-1967) i Tamary; od 1928 mężem tancerki, Anity Avili(1903–1955), a od 1938 tancerki Hanny Moore (1916–1980).
W 1930 mieszkał przy 38 West 56th Street na Manhattanie w Nowym Jorku, następnie w 1942 przy 115 East 86th Street w Nowym Jorku. W 1950 zamieszkały przy 4177 Klump Avenue Hollywood, w 1960 przy 320 North Crescent Drive w Beverly Hills.

## Filmografia
- Radość o poranku(inne języki) (1965) – muzyk (skrzypce), niewymieniony w czołówce.
- Blue Denim(inne języki) (1959) – muzyk (skrzypce), niewymieniony w czołówce.
- Północ, północny zachód (1959) – muzyk (skrzypce), niewymieniony w czołówce.
- General Electric Theater(inne języki)(1956) – asystent dyrygenta,
- Shower of Stars(inne języki) (1954) – asystent dyrygenta,
- Ziemia faraonów (1955) – muzyk (skrzypce), niewymieniony w czołówce.
- Opowieść wigilijna(inne języki) (1954) – dyrygent pomocniczy
- Egipcjanin Sinuhe (1954) – muzyk (skrzypce), niewymieniony w czołówce.
- Bunt na okręcie (film) (1954) – muzyk (skrzypce), niewymieniony w czołówce.
- The 5,000 Fingers of Dr. T.(inne języki) (1953) – muzyk (skrzypce), niewymieniony w czołówce.
- Niebezpieczne terytorium(inne języki) (1951) – muzyk (skrzypce), niewymieniony w czołówce[4].

## Dyskografia
- Three Coins in the Fountain / Rain (Falling From the Skies), Frank Sinatra (1954) – skrzypce
- The Caine Mutiny [ścieżka dźwiękowa do filmu], Max Steiner (1954) – skrzypce
- In the Wee Small Hours, Frank Sinatra (1955) – skrzypce
- Love and Marriage / The Impatient Years, Frank Sinatra (1955) – skrzypce
- Frank Sinatra Conducts Tone Poems of Color, Frank Sinatra (1956) – skrzypce
- Songs for Swingin’ Lovers!, Frank Sinatra (1956) – skrzypce
- A Swingin’ Affair!, Frank Sinatra (1957) – skrzypce
- The Man I Love, Peggy Lee (1957) – skrzypce
- Jump for Joy, Peggy Lee (1958) – skrzypce
- Frank Sinatra Sings for Only the Lonely, Frank Sinatra (1958) – skrzypce
- Ella Fitzgerald Sings the George and Ira Gershwin Song Book, Ella Fitzgerald (1959) – skrzypce
- High Hopes / All My Tomorrows, Frank Sinatra (1959) – skrzypce
- Talk to Me / They Came to Cordura, Frank Sinatra (1959) – skrzypce
- A Winter Romance, Dean Martin (1959) – skrzypce
- Wild Is Love, Nat King Cole (1960) – skrzypce
- This Time I’m Swingin’!, Dean Martin (1960) – skrzypce
- Sinatra’s Swingin’ Session!!!, Frank Sinatra (1961) – skrzypce
- Ella Fitzgerald Sings the Harold Arlen Song Book, Ella Fitzgerald (1961) – skrzypce
- Cha Cha de Amor, Dean Martin (1962) – skrzypce
- South Pacific, Reprise Musical Repertory Theatre (1963) – skrzypce
- The Concert Sinatra, Frank Sinatra (1963) – skrzypce
- Ella Fitzgerald Sings the Jerome Kern Song Book, Ella Fitzgerald (1964) – skrzypce
- September of My Years, Frank Sinatra (1965) – skrzypce
- Strangers in the Night / Oh, You Crazy Moon, Frank Sinatra (1966) – skrzypce
- Contemporary Sound of Nelson Riddle, Nelson Riddle (1968) – smyczki
- Dr. T The 5000 Fingers of Dr. T [muzyka filmowa, ścieżka dźwiękowa do filmu], Frederick Hollander(inne języki) & Hans J. Salter(inne języki) (1977) – skrzypce
- North by Northwest [archiwalna ścieżka dźwiękowa do filmu], Bernard Herrmann (1995) – skrzypce[5]
- The Complete Capitol Singles Collection(inne języki), Frank Sinatra (1996) – skrzypce[6]
- The Egyptian [archiwalna ścieżka dźwiękowa do filmu], Alfred Newman & Bernard Herrmann (2001) – skrzypce
- On Dangerous Ground [archiwalna ścieżka dźwiękowa do filmu], Bernard Herrmann (2003) – skrzypce[5]